# Porto Interior (álbum de Rão Kyao e Yanan)
Porto Interior é um álbum de Rão Kyao e Yanan, editado em 2008, combinando a musica portuguesa com a musica chinesa, e inspirado por Macau 

## Alinhamento
1. "Ilha de Coloane"  - 06:04
2. "Ilha de Taipa"  - 03:58
3. "Macau"  - 07:02
4. "A Dança da Minoria YI"  - 02:06
5. "Mordido pela Saudade"  - 02:06
6. "Tema do Amor"  - 03:50
7. "Sabendo que és minha"  - 03:54
8. "Primavera"  - 02:42
9. "À Oliveira da Serra"  - 02:50
10. "Contemplação da Natureza"  - 01:56
11. "Fado Menor"  - 02:14
12. "Celebração da Paz"  - 03:08